# Only You (Zara Larsson)
Only You è un singolo della cantante svedese Zara Larsson, pubblicato l'11 agosto 2017 come ottavo estratto dal secondo album in studio So Good.

## Descrizione
Only You è un brano mid-tempo reggae, il cui testo parla dell'adempimento sessuale e della masturbazione.

## Accoglienza
Only You è stata paragonata alle canzoni di Rihanna. Jonathan Currinn di Outlet Magazine ha lodato la canzone, preferendola nettamente alle due tracce precedenti dell'album. Mike Wass di Idolator è stato più negativo sul brano, chiamandolo il peggiore dell'album e criticandone il drop.

## Tracce
Testi e musiche di Mack, Tobias "Astma" Jimson, Michael Richard Flygare, Joakim Berg e P. Marklund.
Download digitale, streaming – Only You + Remixes EP
1. Only You – 3:42
2. Only You (Orchestral Version) – 3:47
3. Only You (Hitimpulse Remix) – 3:39
4. Only You (KREAM Remix) – 3:27

Download digitale, streaming (Germania, Austria e Svizzera)
1. Only You (feat. Nena) – 3:42

Download digitale, streaming (Francia e Canada)
1. Only You (feat. Olivier Dion) – 3:42

## Formazione
Hanno partecipato alle registrazioni, secondo le note di copertina di So Good:
Musicisti
- Zara Larsson – voce
- Maria Hazell – cori
- Joakim Berg – chitarra

Produzione
- Mak – produzione, produzione vocale, registrazione
- Astma & Rocwell – produzione, registrazione
- Tross – produzione vocale, registrazione
- Phil Tan – missaggio
- Bill Zimmerman – assistenza all'ingegneria del suono, ingegneria del suono aggiuntiva
- Michelle Mancini – mastering

## Classifiche

### Classifiche settimanali
| Classifica (2017) | Posizione massima |
| ----------------- | ----------------- |
| Norvegia          | 39                |
| Svezia            | 5                 |

### Classifiche di fine anno
| Classifica (2017) | Posizione |
| ----------------- | --------- |
| Svezia            | 49        |